# Academia Dinamarquesa de Cinema
A Academia de Cinema Dinamarquesa (FilmAkademiet) é uma organização dedicada ao reconhecimento e à promoção do cinema dinamarquês. Fundada em  1982, a Academia desempenha um papel crucial na valorização da indústria cinematográfica da Dinamarca, tanto nacional quanto internacionalmente. O maior evento anual da Academia é a cerimônia do Prêmio Robert.